# 開学第一課
『開学第一課』（かいがくだいいっか、簡体字中国語: 开学第一课）は、中華人民共和国教育部と中国中央電視台 (CCTV) によって共作され、CCTV-1で放映される小中学生（中国においては、後期中等教育機関の学生も中学生と呼称される）向けテレビ番組である。中国本土における学校の始業日にあたる毎年9月1日に放映される。初放送は、2008年のことであり、当時はCCTV-2で放映されていた。著名な教育学者や有名人が出演するほか、小中学生とその保護者も参加する。 
本番組では、学校の教室を模したスタジオで、司会者や出演者と小中学生とがお互いにやり取りする形態を取る。番組で取り上げられる題材は、教育、特に愛国教育や愛党教育を施すにあたって有効と考えられる時事から選ばれる。 
教育部は、親と一緒に在校生が『開学第一課』を視聴するように、全国の小中学校が教育するように通知書を出すことがある。また、小中学生が『開学第一課』をちゃんと視聴していることを確認できるように、親に視聴風景を撮影し、送るように求めている学校も存在する。さらに一部の教師は、『開学第一課』の視聴感想文を宿題として課したり、SNS上で情報を共有している。  

## 番組のテーマ
番組テーマが毎年定められている。 
- 2008年 - 知識は命を守る（簡体字中国語: 知识守护生命）
- 2009年 - 私は愛します、中国を（簡体字中国語: 我爱你，中国）
- 2010年 - 私の夢、中国の夢（簡体字中国語: 我的梦，中国梦）
- 2011年 - 幸せはどこにある？（簡体字中国語: 幸福在哪裡）
- 2012年 - 幸せはあなたの側にある（簡体字中国語: 美在你身邊）
- 2013年 - 夢の翼に乗せて（簡体字中国語: 乘着梦想的翅膀）
- 2014年 - 両親が私に教えてくれる（簡体字中国語: 父母教會我）
- 2015年 - 不朽の英雄（簡体字中国語: 英雄不朽）
- 2016年 - 先人の旗（簡体字中国語: 先辈的旗帜）
- 2017年 - 中国の誇り（簡体字中国語: 中华骄傲）
- 2018年 - 未来への創造（簡体字中国語: 创造向未来）

## 騒動

### 2016年
本放送に合わせて発行されたニューヨーク・タイムズ紙は、「目的は洗脳」などと非難し、それを北京の歴史学者章立凡が引用したことで騒動になった。

### 2018年
2018年9月1日の放送は、実際の放送時間が夜8時0分からであったにもかかわらず、10分以上テレビコマーシャルが放送されてしまった。これが視聴者の怒りを買い、「広告第一課」などと揶揄された。翌日、CCTVはこの騒動についての謝罪文を公表し、謝罪した。 

## 視聴率
2016年からの視聴率は以下のとおりである。
| 放送日       | 放送時刻            | CSM52による調査 | CSM52による調査 | CSM52による調査 | CSM National Networkによる調査 | CSM National Networkによる調査 | CSM National Networkによる調査 |
| 放送日       | 放送時刻            | 視聴率          | 占拠率          | 順位            | 視聴率                         | 占拠率                         | 順位                           |
| ------------ | ------------------- | --------------- | --------------- | --------------- | ------------------------------ | ------------------------------ | ------------------------------ |
| 2016年9月1日 | 20:03:07 - 21:33:08 | 2.816           | 8.12            | 1               | 2.93                           | 8.85                           | 1                              |
| 2017年9月1日 | 20:59:53 - 22:32:59 | 4.998           | 17.333          | 1               | 4.47                           | 17.15                          | 1                              |
| 2018年9月1日 | 20:13:06 - 21:48:01 | 4.823           | 16.048          | 1               | 5.2                            | 17.2                           | 1                              |